# 克里斯汀·阿曼普
克里斯汀·阿曼普（波斯语：‎，1958年1月12日—）英国记者，女主持人。

## 生平
1992年至2010年期间担任美国有线电视新闻网（CNN）首席国际新闻特派员。她于2010年3月18日宣布，她将在2010年4月加盟美国广播公司（ABC），并从8月开始主持ABC王牌清谈节目“本周”（This Week）。
阿曼普在英国出生，母亲是英国人而父亲是伊朗人。1970年代她来到美国，并于1983年毕业于罗德岛大学。1983年她加入CNN，1991年因在前线采访第一次海湾战争而闻名。2007年，她得到伊莉莎白二世女王颁发的司令勋章。2009年，她开始主持以自己名字命名的节目“阿曼普”（Amanpour）。

## 家庭
丈夫是前美国国务院发言人詹姆斯·鲁宾。

## 荣誉

### 外国勋章奖章
- 三等功绩勋章（乌克兰，2022年8月23日公布[2]）

## 外部連結
- Amanpour.com （页面存档备份，存于） official website
- C-SPAN內的頁面（英文）
- 《查理·罗斯访谈录》上的克里斯汀·阿曼普
- 克里斯汀·阿曼普在互联网电影资料库（IMDb）上的資料（英文）
- WorldCat 聯合目錄中克里斯汀·阿曼普的著作或與之相關的著作
- 克里斯汀·阿曼普在《紐約時報》上的節選新聞及評論
- Christiane Amanpour: career in pictures （页面存档备份，存于）, The Guardian
- 2000 Murrow Awards Ceremony Speech（页面存档备份，存于）, 2000
- Christiane Amanpour's Interview on NPR （页面存档备份，存于）, 3 December 2008
- Christiane Amanpour, at the Height of the Iranian Election Crisis（页面存档备份，存于）—Interview by Lesley Stahl, 23 June 2009
- Christiane Amanpour's Class Day speech （页面存档备份，存于） at Harvard University, 26 May 2010
- Christiane Amanpour（页面存档备份，存于） Video produced by Makers: Women Who Make America